# بوب ماكدونيل

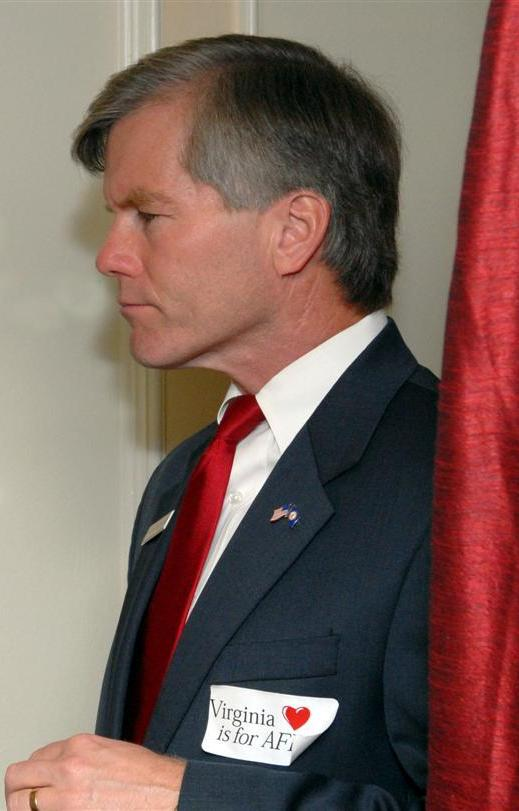
بوب ماكدونيل

روبرت فرانسيس «بوب» ماكدونيل (بالإنجليزية: Bob McDonnell) هو سياسي أمريكي ينتمي إلى الحزب الجمهوري. ولد بوب ماكدونيل في 15 حزيران - يونيو من سنة 1954 في مدينة فيلاديلفيا بولاية بنسلفانيا ويشغل بوب ماكدونيل حاليا منصب حاكم على ولاية فيرجينيا الأمريكية منذ 16 كانون الثاني - يناير من سنة 2010. تخرج ماكدونيل في عام 1976 من جامعة نوتردام.ماكدونيل كان يشغل منصب النائب العام للدولة (ولاية فرجينيا المدعي العام) ما بين عامي 2006إلى عام 2009.